# Ivankovci
Ivankovci (mazedonisch Иванковци) ist ein Dorf im zentralen Teil Nordmazedoniens, das zur Gemeinde Veles gehört. Die nächstgelegene Stadt ist Veles.

## Geschichte

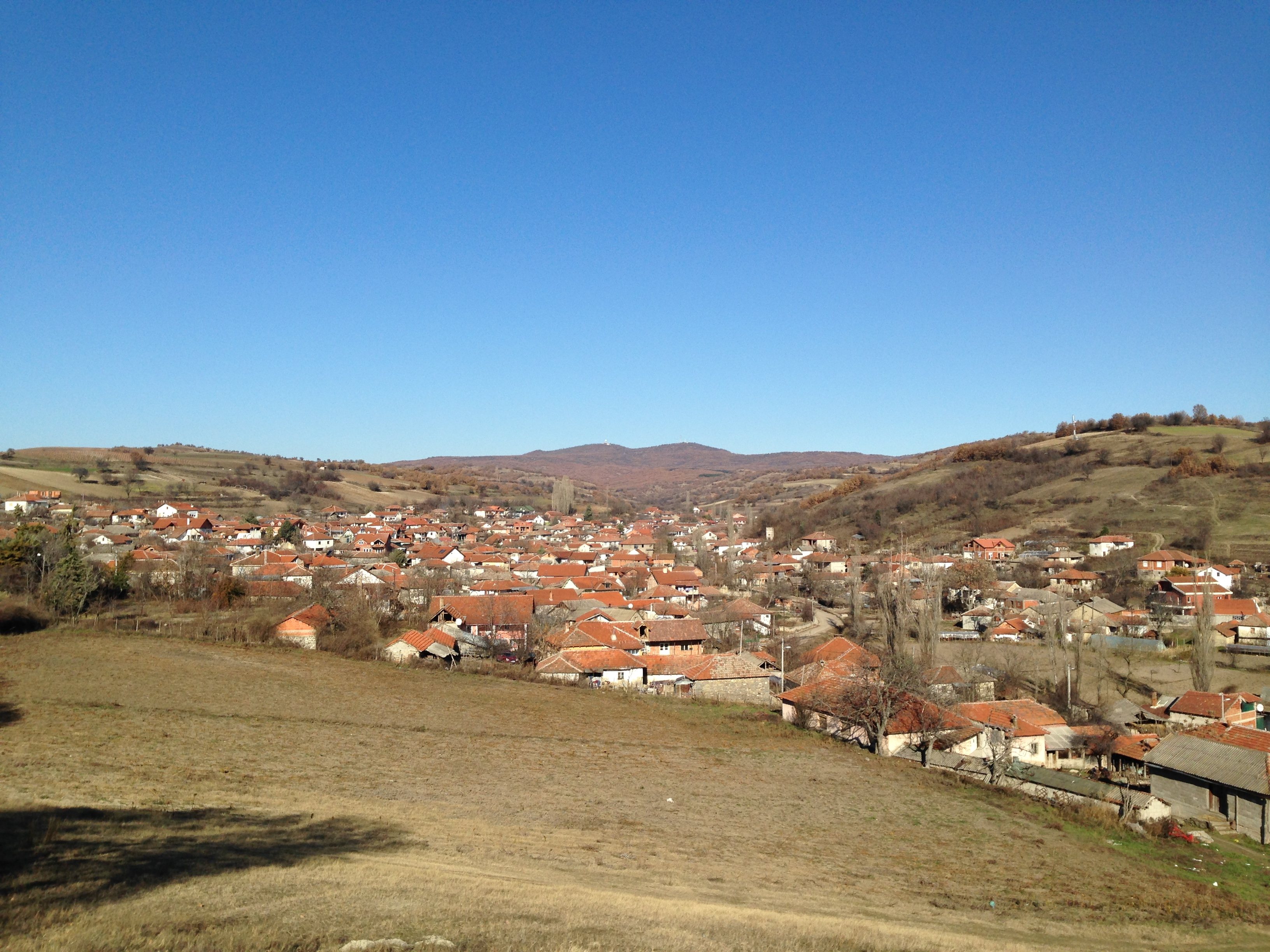
Ivankovci

Ivankovci liegt etwa 20 Kilometer nordwestlich von Veles und befindet sich in der historischen Landschaft Povardarie (mazedonisch: Повардарие). Im 19. Jahrhundert war Ivankovci ein Dorf innerhalb der Kaza (Verwaltungseinheit) Veles des Osmanischen Reiches. Laut der Statistik des Ethnographen Wassil Kantschow zählte Ivankovci Ende des 19. Jahrhunderts 1200 Einwohner, alle ethnische Türken.
1927 führte der deutsche Forscher Leonhard Schultze Ivankovci auf seiner Karte Mazedoniens auf und ordnete es als ein türkisches Dorf ein.
In den 1950er Jahren zog die komplette türkische Bevölkerung in die Türkei, während das Dorf mit Mazedoniern und Serben besiedelt wurde. Die mazedonische Bevölkerung stammt großenteils aus der Umgebung von Kumanovo und Kratovo, während die serbische Bevölkerung aus der Umgebung von Vranje stammt. 2017 wurde im Dorf die Kirche Sveta Troica errichtet.
Laut der letzten Volkszählung von 2002 hatte Ivankovci 857 Einwohner zu verzeichnen, davon 658 Mazedonier und 173 Serben.